# Хіда (Ґіфу)

36°14′18″ пн. ш. 137°11′10″ сх. д. / 36.23833° пн. ш. 137.18611° сх. д.
Хі́да (яп. 飛騨市, ひだし, МФА: [çida ɕi̥]) — місто в Японії, в префектурі Ґіфу.

## Короткі відомості
Розташоване в північній частині префектури, в горах Хіда. Виникло на основі постоялого містечка та сільських поселень раннього нового часу. Засноване 1 лютого 2004 року шляхом об'єднання населених пунктів повіту Йосікі — містечок Фурукава й Каміока з селами Кавай і Міяґава. Основою економіки є сільське господарство, харчова промисловість, комерція. Традиційні ремесла — виготовлення саке та японських свічок. В місті збережено багато архітектурних пам'яток, переважно будинків купців та селян кінця 18 — початку 19 століття. Станом на 1 квітня 2009 площа міста становила 792,31 км². 

## Демографія
За даними японського перепису населення, населення міста Хіда неухильно скорочувалося протягом останніх 50 років. Станом на 1 липня 2011 населення міста становило 26 422 осіб.